# Bronco
Bronco foi uma série de televisão produzida e exibida pela Rede Bandeirantes entre 1987 e 1990. Foi escrita por Roberto Silveira, Wilson Vaz, Nilson Costa, Zezo, Márcio Barone, Carlos Alberto de Nóbrega e Aluísio Castro, sendo dirigida por Adriano Stuart. A série era um spin off de Família Trapo, exibida pela Rede Record entre 1967 e 1971.
A série era exibida aos sábados, ás 22h30 e foi protagonizado por Ronald Golias, Nair Bello e Renata Fronzi. Golias já havia interpretado o personagens Carlo Bronco Dinossauro em outras séries; Super Bronco (1979, Rede Globo) e Meu Cunhado (2004, SBT). 

## Enredo
A trama gira em torno de Carlo Bronco Dinossouro (Ronald Golias) e suas trapalhadas. Bronco vive ás custas de suas irmãs Vesúvia (Nair Bello) e Helena (Renata Fronzi) no apartamento que herdaram de seu pai. Bronco não trabalha e sempre aplica golpes nos inquilinos com seu amigo Chacal (Anselmo Vasconcelos), especialmente em Salomão (Felipe Levy). 

## Elenco
| Ator/Atriz          | Personagem                       |
| ------------------- | -------------------------------- |
| Ronald Golias       | Carlo Bronco Dinossauro (Bronco) |
| Nair Bello          | Vesúvia Dinossauro               |
| Renata Fronzi       | Helena Dinossauro                |
| Anselmo Vasconcelos | Chacal                           |
| Felipe Levy         | Salomão                          |
| Walter Breda        | Ivan Pires                       |
| Sandra Annenberg    | Julinha (temporada 1)            |
| Laerte Morrone      | Carlos Augusto (temporada 2)     |

### Participações especiais
| Ator/Atriz       | Personagem                   |
| ---------------- | ---------------------------- |
| Tácito Rocha     | Caio Toulouse                |
| Yara Marques     | Mariazinha (Siri)            |
| Catita Soares    | Romeu                        |
| Yone Pereira     | Empregada                    |
| Yony Angeli      | Tony                         |
| Agnaldo Rayol    | Clicot Quéfen Miquelinos III |
| Xandó Batista    | Dr. Silvana                  |
| Dante Rui        | Seu Zé                       |
| Serafim Gonzalez | Seu Manoel                   |
| Homero Kossac    | Padre                        |
| Rubens Pignatari | Advogado                     |
| Jack Militello   | Assaltante                   |
| Jacques Lagoa    | Investidor                   |
| Rosaly Papadopol | Vizinha                      |
| Ivan Lima        | Gringo                       |

## Reprises
A série foi reprisada em várias ocasiões; em 1996 ás 14h30. Entre 5 de agosto e 25 de novembro de 2007 ás 22h30. Entre 24 de dezembro de 2007 e 13 de janeiro de 2008 ás 13h40, e posteriormente a partir de 30 de junho de 2008 ás 14h15 até meados de 2009. 